# Anthephorinae
Anthephorinae, podtribus trava u tribusu, Paniceae, dio potporodice Panicoideae. Postoji osam rodova.

## Rodovi
1. Anthephora Schreb. (10 spp.)
2. Chaetopoa C. E. Hubb. (2 spp.)
3. Chlorocalymma Clayton (1 sp.)
4. Digitaria Haller (255 spp.)
5. Trichachne Nees (16 spp.)
6. Leptoloma Chase (8 spp.)
7. Tarigidia Stent (2 spp.)
8. Taeniorhachis Cope (1 sp.)
9. Thyridachne C. E. Hubb. (1 sp.)
10. Trachys Pers. (4 spp.)